# فروردین‌یشت
فروردین یشت یکی از قسمت‌های اوستاست که در ستایش و بزرگداشت فروهر یا فروشی‌ها  اختصاص دارد. این بند متعلق به یشت‌های بزرگ است و با ۱۵۸ بیت، طولانی‌ترین مصراع این مجموعه است.
فروردین یشت محصول یک سنت شفاهی سیال فرض می‌شود که در طی آن بخش‌های مختلف ممکن است در یک دوره زمانی طولانی بازسازی، اصلاح و اضافه شده باشد. برخی از مطالب، مانند مفهوم خود فراوشی‌ها، بسیار قدیمی است و احتمالاً مفاهیم و ایده‌های پیش از زرتشتی را منعکس می‌کند، در حالی که برخی دیگر ممکن است بسیار جوان تر باشند.

زبان فروردین یشت زبان اوستایی یک زبان ایرانی باستان است. این بدان معناست که سنت شفاهی سیال پیش از این در دوره ایران باستان متوقف شد و پس از آن متن به صورت ثابت منتقل شد.
انتقال مکتوب فرودین یشت به‌طور مشترک با سایر متون اوستایی در طول شاهنشاهی ساسانی آغاز شد. یشت فراوردین نیز مانند بسیاری دیگر از یشت‌ها بخشی از باگان یشت که اکنون گم شده است، یکی از مجلدات اوستای ساسانی است که در آن زمان خلق شده است. به این ترتیب، ممکن است زمانی بخشی از عبادات عالی بوده باشد، زیرا در زمان‌های خاصی در مراسم اصلی یسنا درج شده است. امروزه این متن هنوز به‌طور مرتب در هنگام تشییع جنازه استفاده می‌شود.

## محتوا
فرودین یشت به‌طور کلی به دو بخش مجزا تقسیم می‌شود. بخش اول (بندهای ۱–۹۴) به‌طور کلی به توصیف و ستایش فروشی‌ها می‌پردازد. بخش دوم (بندهای ۹۵–۱۵۸) شامل فهرست بلندبالایی است که در آن فروشی‌های افراد مرتبط با دین زرتشتی مورد ستایش قرار گرفته است.

## یشت
یشت از نظر لغوی هم ریشه با کلمهٔ یَسن و هر دو به معنی پرستش و نیایش است. داستان‌هایی که در یشت‌ها آمده، غالباً همه کوتاهند و فقط اشاره‌ای به آن‌ها شده است زیرا مخاطبان همه آن‌ها را می‌دانسته‌اند. بسیاری از داستان‌هایی که خلاصه‌وار در یشت‌ها آمده، در روایت‌های بعدی، مانند ادبیات پهلوی یا شاهنامه یا منابع اسلامی مربوط به ایران، به صورت کامل‌تر و مفصل‌تر ذکر شده است. در اوستا ۲۱ یشت و به نام‌های گوناگون وجود دارد.

## تقسیم‌بندی یشت‌ها
تقسیم‌بندی هر یشت به بندها که در چاپ‌های کنونی اوستا معمول است و در نسخه‌های خطی دیده نمی‌شود، از ابداع‌های دانشمندان اوستاشناس عصر حاضر و به منظور سهولت استفاده و ارجاع است اما هر یک از یشت‌های بزرگ در نسخه‌های خطی به بخش‌هایی تقسیم می‌گردد که اصطلاحاً کرده نامیده می‌شوند.

## فروردین یشت
یشت سیزدهم به‌شمار می‌آید و دارای ۳۱ کرده و ۱۵۸ بند و در ستایش فروهرها یا فروشی‌هاست، که ارواح نگهبان آدمی به‌شمار می‌روند. این یشت مفصل‌ترین یشت است.
در بندهای ۱ تا ۸۴ به توصیف فروهرها و نقش آن‌ها در تکوین جهان و پاسبانی آن‌ها از موجودات جهان اختصاص دارد.
در بند ۱۱ به نقش فروهرها در بسته شدن نطفه در زهدان مادر و نقش آن‌ها در حفظ آن تا هنگام تولد اشاره شده است.
بندهای ۴۹ تا ۵۲ متضمن عقیدهٔ قدیمی فرود آمدن فروهرها در پایان سال به خانه‌هایی است که در هنگام حیات صاحب آن بدان تعلق داشته است.
در بندهای ۴۵ تا ۴۸ و ۶۹ تا ۷۲ به نقش جنگاوری فروهرها و پیروز گردانیدن فرمانروایانی که او را پرستش می‌کنند، اشاره رفته است.
در بندهای ۶۵ تا ۶۸ از نقش فروهرها در تقسیم آب و جلوگیری از خشک سالی سخن رفته است.
در بندهای ۳۷ و ۳۸ سخن از جنگ‌های اولیه ایرانیان زرتشتی با قبایل تورانی در میان است که نشانی از آن‌ها در جای دیگر اوستا وجود ندارد. از صور خیال در خور توجه در این بخش از یشت، تشبیه آسمان به پرنده‌ای است که زمین را همانند تخمی دربرگرفته است (بند دو) و نیز تشبیه آسمان به جامهٔ ستاره نشان، که اهورامزدا آن را در برکرده است.
بخش بعدی این یشت به ستایش هفت دسته از فروهرهای قهرمانان دینی زرتشتی از گیومرث، نمونهٔ نخستین انسان تا سوشیانس اختصاص دارد.

## پیوند بیرونی
- Text of the Frawardin Yasht at Avesta.org